# Tetranchyroderma massiliense
Tetranchyroderma massiliense är en djurart som tillhör fylumet bukhårsdjur, och som beskrevs av Bertil Swedmark 1956. Tetranchyroderma massiliense ingår i släktet Tetranchyroderma och familjen Thaumastodermatidae. Inga underarter finns listade i Catalogue of Life.